# آقا حشر کشمیری

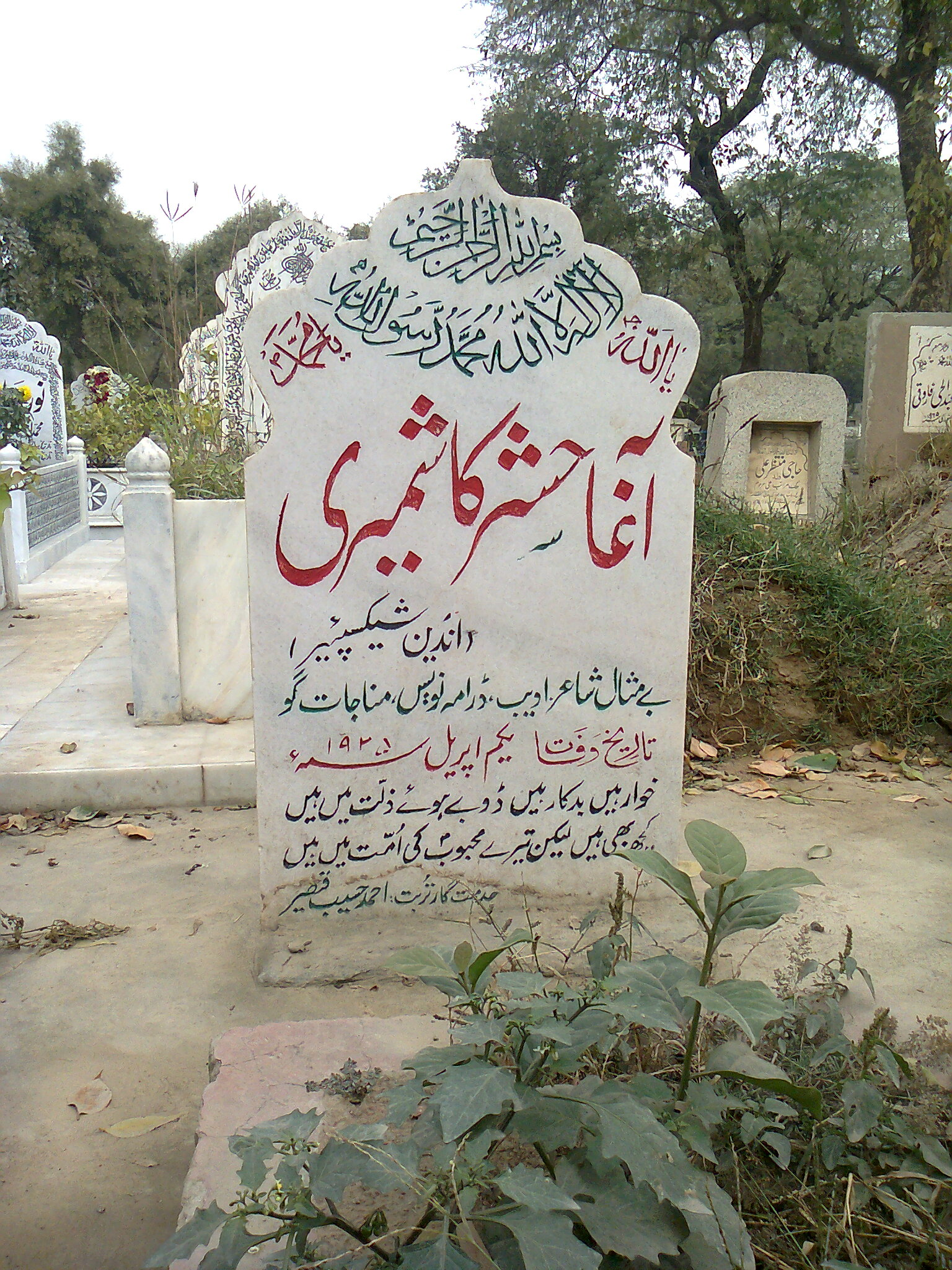
مقبره آقا حشر کشمیری، نویسنده، شاعر و نمایش‌نامه‌نویس کشمیری

آقا حشر کشمیری (به انگلیسی: Agha Hashar Kashmiri) (زاده ۳ آوریل ۱۸۷۹ – درگذشته ۲۸ آوریل ۱۹۳۵) نویسنده، شاعر و نمایش‌نامه‌نویس کشمیری است.

## زندگی و آثار
آقا حشر کشمیری در ۳ آوریل ۱۸۷۹ متولد شد. نام کامل وی آقا محمد شاه ابن آقا غنی شاه معروف به آقا حشر بود. وی شعر می‌گفت و نمایشنامه می‌نوشت. او به زبان اردو و فارسی نگارش داشت. سفید خون و شروان قمار دو اثر مشهورش است. سفید خون وی اقتباس از لیرشاه شکسپیر است. وی در ۲۸ آوریل ۱۹۳۵ در سن ۵۶ سالگی درگذشت.